# Stade de la Coupe du monde de Jeonju
Le stade de la Coupe du monde de Jeonju (en hangeul: 전주 월드컵 경기장), en anglais Jeonju World Cup Stadium (surnommé Château Jeonju) est un stade de football situé à Jeonju en Corée du Sud.
Il a une capacité de 42 477 places. C'est le domicile du club de Chonbuk Hyundai Motors.

## Histoire
Il a été construit en 2001 pour €126 millions d'euros en vue de la Coupe du monde de football de 2002.

## Événements
- Coupe du monde de football de 2002

### Coupe du monde de football de 2002

#### Matchs du1ertour
- 7 juin 2002 :  Espagne 3-1  Paraguay
- 10 juin 2002 :  Portugal 4-0  Pologne

#### Huitième de finale
- 17 juin 2002 :  Mexique 0-2  États-Unis